# Кефа
Кефа (перс. كفا) — село в Ірані, у дегестані Ларіджан-е Софла, у бахші Ларіджан, шагрестані Амоль остану Мазендеран. За даними перепису 2006 року, його населення становило 38 осіб, що проживали у складі 10 сімей.

## Клімат
Середня річна температура становить 7,81 °C, середня максимальна – 23,78 °C, а середня мінімальна – -8,36 °C. Середня річна кількість опадів – 237 мм.
| Клімат поселення                              | Клімат поселення | Клімат поселення | Клімат поселення | Клімат поселення | Клімат поселення | Клімат поселення | Клімат поселення | Клімат поселення | Клімат поселення | Клімат поселення | Клімат поселення | Клімат поселення | Клімат поселення |
| Показник                                      | Січ.             | Лют.             | Бер.             | Квіт.            | Трав.            | Черв.            | Лип.             | Серп.            | Вер.             | Жовт.            | Лист.            | Груд.            |                  |
| Середній максимум, °C                         | 0,59             | 1,39             | 4,44             | 11,34            | 16,46            | 20,39            | 23,78            | 23,52            | 20,06            | 14,65            | 9,01             | 3,97             |                  |
| Середня температура, °C                       | −3,88            | −3,09            | −0,05            | 6,86             | 11,98            | 15,91            | 18,94            | 18,69            | 15,21            | 9,82             | 4,18             | −0,85            |                  |
| Середній мінімум, °C                          | −8,36            | −7,58            | −4,53            | 2,39             | 7,50             | 11,44            | 14,12            | 13,86            | 10,40            | 4,98             | −0,66            | −5,68            |                  |
| Норма опадів, мм                              | 24               | 28               | 42               | 33               | 30               | 9                | 7                | 4                | 4                | 17               | 17               | 22               |                  |
| Середньомісячна швидкість вітру, м/с          | 1.50             | 2.26             | 2.68             | 2.71             | 2.04             | 1.92             | 1.72             | 1.56             | 1.61             | 1.80             | 1.87             | 1.63             |                  |
| Середньомісячна сонячна радіація, кДж/м²·день | 9126             | 11688            | 14225            | 17546            | 21039            | 24478            | 24201            | 22215            | 19134            | 14217            | 10676            | 8658             |                  |
| --------------------------------------------- | ---------------- | ---------------- | ---------------- | ---------------- | ---------------- | ---------------- | ---------------- | ---------------- | ---------------- | ---------------- | ---------------- | ---------------- | ---------------- |
| Джерело:                                      |                  |                  |                  |                  |                  |                  |                  |                  |                  |                  |                  |                  |                  |